# Mezdra (village)
Pour les articles homonymes, voir Mezdra (homonymie).
Mezdra (en macédonien Мездра) est un village du centre de la Macédoine du Nord, situé dans la municipalité de Sveti Nikolé. Le village ne comptait aucun habitant en 2002.